# Eugeniusz Arciszewski

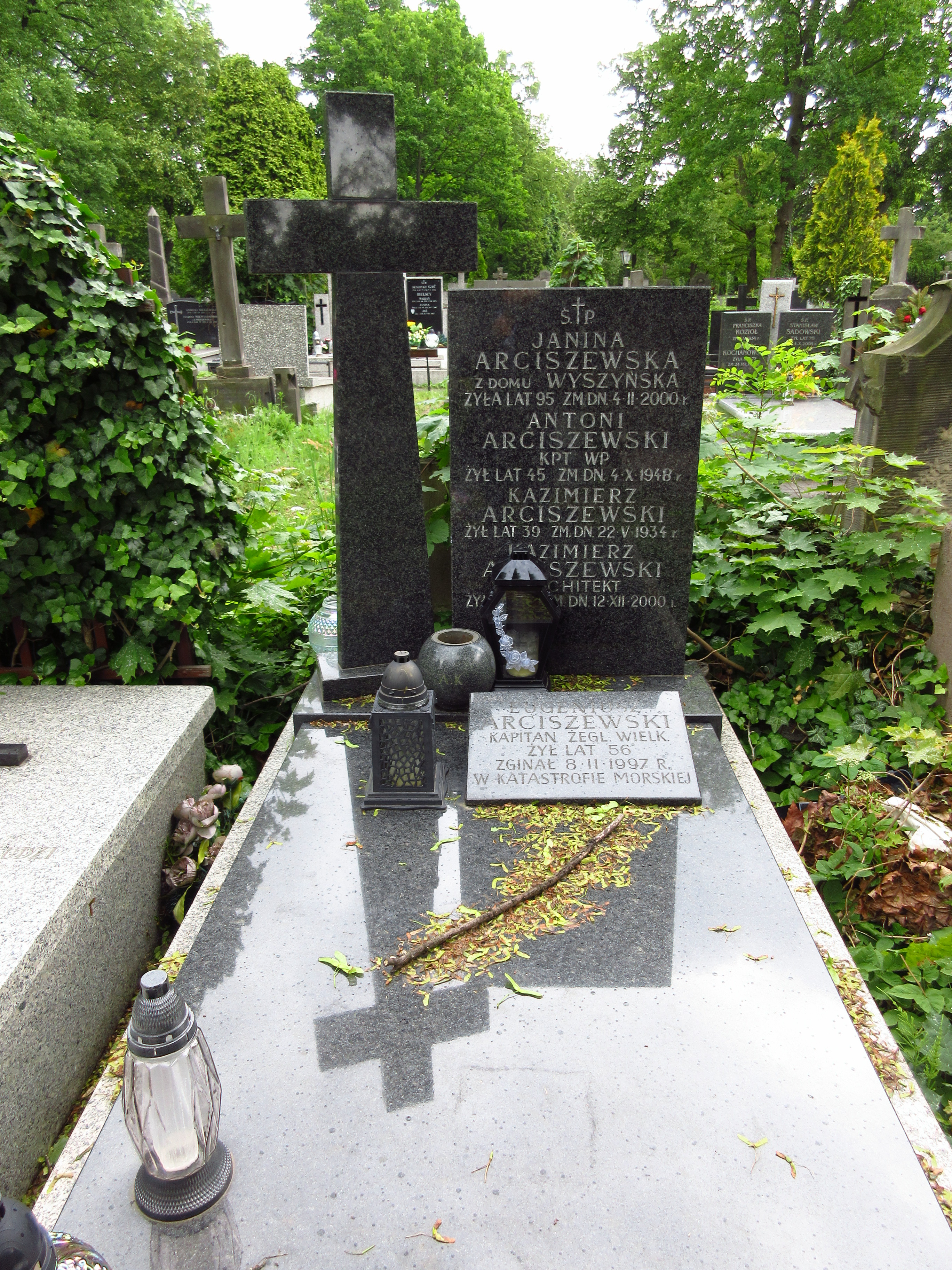
Grób symboliczny Eugeniusza Arciszewskiego na Cmentarzu Bródnowskim.

Eugeniusz Arciszewski (ur. ok. 1941, zm. 8 lutego 1997) – polski kapitan żeglugi wielkiej.

## Życiorys
W żegludze pracował od stanowiska marynarza. Został mianowany kapitanem żeglugi 23 maja 1979. Od 1985 kierował jednostkami pod zagranicznymi banderami. Był kapitanem statków MS Zygmunt August, MS Brodnica. W wieku 56 lat zginął w katastrofie morskiej, dowodząc masowcem „Leros Strength”, który zatonął 8 lutego 1997 na Morzu Północnym w pobliżu wód terytorialnych Norwegii, w rejonie portu Stavanger, w trakcie niekorzystnych warunków atmosferycznych (łącznie poniosło śmierć 20 członków załogi).
Był ojcem posłanki Doroty Arciszewskiej-Mielewczyk. Postanowieniem prezydenta Lecha Kaczyńskiego z 12 stycznia 2009 został odznaczony pośmiertnie Krzyżem Kawalerskim Orderu Odrodzenia Polski Za wybitne zasługi dla rozwoju gospodarki morskiej.
Grób symboliczny Eugeniusza Arciszewskiego ustanowiono na cmentarzu Bródnowskim w Warszawie (kwatera 47G-6-9). Symboliczne upamiętnienie załogi „Leros Strength” zostało ustawione na Cmentarzu Witomińskim w Gdyni.